# Klarvattutjärnen (Skellefteå socken, Västerbotten)
Klarvattutjärnen är en sjö i Skellefteå kommun i Västerbotten och ingår i Bureälvens huvudavrinningsområde.